# Onthophagus luridipennis
Onthophagus luridipennis là một loài bọ cánh cứng trong họ Bọ hung (Scarabaeidae).